# Gotarrendura
Gotarrendura ist eine spanische Gemeinde in der Provinz Ávila der Autonomen Region Kastilien-León. 2024 hatte die Gemeinde 167 Einwohner.